# Russian Tour Blue Bird
Russian Tour Blue Bird – turniej w skokach narciarskich rozgrywany w ramach Pucharu Świata kobiet od sezonu 2018/2019.
Turniej złożony jest z czterech konkursów, które rozgrywane są w dwóch miastach w Rosji. Pierwsze trzy konkursy odbywają się na skoczni normalnej, zaś ostatni finałowy konkurs ma miejsce na skoczni dużej, do którego prawo startu ma trzydzieści najlepszych zawodniczek w klasyfikacji generalnej cyklu Pucharu Świata.
Dla zwycięzcy turnieju przewidziana nagroda to kwota w wysokości 10.000 €.
W sezonie 2019/2020, turniej nie odbył się z powodu pandemii COVID-19. Natomiast w sezonie 2021/2022, turniej został odwołany ze względu na inwazję Rosji na Ukrainę.

## Skocznie
| Skocznia         | Skocznia  | Miejscowość | K      | HS      | Rekord skoczni   | Rekord skoczni | Rekord skoczni |
| ---------------- | --------- | ----------- | ------ | ------- | ---------------- | -------------- | -------------- |
|                  | Aist      | Niżny Tagił | K-90   | HS-100  | 102,0 m          | Sara Takanashi | 10.12.2016     |
|                  | Snieżynka | Czajkowskij | K-95   | HS-102  | 103,0 m          | Sara Takanashi | 03.01.2014     |
| Irina Awwakumowa | Snieżynka | Czajkowskij | K-95   | HS-102  | 103,0 m          | 04.01.2014     |                |
| K-125            | Snieżynka | Czajkowskij | HS-140 | 141,0 m | Juliane Seyfarth | 24.03.2019     |                |

## Podium klasyfikacji generalnej Russian Tour Blue Bird chronologicznie
| Lp. | Edycja | Sezon     | 1. miejsce       | 2. miejsce     | 3. miejsce        |
| --- | ------ | --------- | ---------------- | -------------- | ----------------- |
| 1   | 2019   | 2018/2019 | Juliane Seyfarth | Maren Lundby   | Katharina Althaus |
| –   | 2020   | 2019/2020 | odwołany         | odwołany       | odwołany          |
| 2   | 2021   | 2020/2021 | Marita Kramer    | Sara Takanashi | Nika Križnar      |
| –   | 2022   | 2021/2022 | odwołany         | odwołany       | odwołany          |